# العلاقات البولندية الفيتنامية
العلاقات البولندية الفيتنامية هي العلاقات الثنائية التي تجمع بين بولندا وفيتنام.

## مقارنة بين البلدين
هذه مقارنة عامة ومرجعية للدولتين:
| وجه المقارنة                                              | بولندا                                                                             | فيتنام           |
| --------------------------------------------------------- | ---------------------------------------------------------------------------------- | ---------------- |
| المساحة (كم2)                                             | 312.68 ألف                                                                         | 331.69 ألف       |
| عدد السكان (نسمة)                                         | 38.43 مليون                                                                        | 94.66 مليون      |
| الكثافة السكانية (ن./كم²)                                 | 122.91                                                                             | 285.39           |
| العاصمة                                                   | وارسو                                                                              | هانوي            |
| اللغة الرسمية                                             | اللغة البولندية                                                                    | اللغة الفيتنامية |
| العملة                                                    | زلوتي بولندي                                                                       | دونغ فيتنامي     |
| الناتج المحلي الإجمالي (بليون دولار)                      | 524.51 مليار                                                                       | 234.19 مليار     |
| الناتج المحلي الإجمالي (تعادل القوة الشرائية) بليون دولار | 1.02 تريليون                                                                       | 553.42 مليار     |
| الناتج المحلي الإجمالي الاسمي للفرد دولار أمريكي          | 12.55 ألف                                                                          | 2.48 ألف         |
| الناتج المحلي الإجمالي للفرد دولار أمريكي                 | 26.14 ألف                                                                          | 5.63 ألف         |
| مؤشر التنمية البشرية                                      | 0.843                                                                              | 0.666            |
| رمز المكالمات الدولي                                      | +48                                                                                | +84              |
| رمز الإنترنت                                              | .pl                                                                                | .vn              |
| المنطقة الزمنية                                           | توقيت وسط أوروبا، ت ع م+01:00، ت ع م+02:00، أوروبا/وارسو ‏، توقيت وسط أوروبا الصيفي | ت ع م+07:00      |

## مدن متوأمة
في ما يلي قائمة باتفاقيات التوأمة بين مدن بولندية وفيتنامية:
- ترتبط وارسو مع هانوي باتفاقية توأمة منذ 1989.

## منظمات دولية مشتركة
يشترك البلدان في عضوية مجموعة من المنظمات الدولية، منها:
| علم المنظمة | اسم المنظمة                        | تاريخ انضمام بولندا | تاريخ انضمام فيتنام |
| ----------- | ---------------------------------- | ------------------- | ------------------- |
|             | وكالة ضمان الاستثمار متعدد الأطراف | 29 يونيو 1990       | 5 أكتوبر 1994       |
|             | منظمة الشرطة الجنائية الدولية      | ?                   | ?                   |
|             | مجلس التعاون الاقتصادي             | 25 يناير 1949       | 1978                |
|             | منظمة حظر الأسلحة الكيميائية       | ?                   | ?                   |
|             | منظمة التجارة العالمية             | 1 يوليو 1995        | 11 يناير 2007       |
|             | الفريق المعني برصد الأرض           | ?                   | ?                   |
|             | الأمم المتحدة                      | 24 أكتوبر 1945      | 20 سبتمبر 1977      |
|             | مؤسسة التمويل الدولية              | 29 ديسمبر 1987      | 4 أغسطس 1967        |
|             | يونسكو                             | 6 نوفمبر 1946       | 6 يوليو 1951        |
|             | مؤسسة التنمية الدولية              | 28 أكتوبر 1960      | 24 سبتمبر 1960      |
|             | البنك الدولي للإنشاء والتعمير      | 27 يونيو 1986       | 21 سبتمبر 1956      |
|             | المنظمة الهيدروغرافية الدولية      | ?                   | ?                   |
|             | الاتحاد البريدي العالمي            | 1 مايو 1919         | ?                   |
|             | الاتحاد الدولي للاتصالات           | 1921                | 24 سبتمبر 1951      |

## وصلات خارجية
- موقع وزارة الخارجية البولندية
- موقع وزارة الخارجية الفيتنامية